# Erioptereta
Erioptereta là một chi bướm đêm thuộc họ Geometridae.